# 鹿原徳夫
鹿原 徳夫（かばら のりお、1969年2月8日 - ）は、茨城放送（IBS）の元アナウンサー。青森県三戸郡階上町出身。

## 来歴・人物
- 父親は青森県三戸郡階上町出身で、小学生時代「健康優良児」として新聞に載ったことがある[4]。
- 高校までを青森県三沢市で過ごし、青森県立八戸北高等学校、東海大学文学部広報学科を経て茨城放送に入社（同期入社アナウンサーは渡辺美奈子）。
- 「阿部重典（茨城放送の先輩）アナウンサーの1番弟子」である。これは鹿原による冗談混じりの発言である。
- 小田貴子アナウンサーは同郷出身者である。
- 米倉涼子の大ファン。
- 愛称は「カビー」、「鹿原ちゃん」、「のりお」など。
- 担当番組内では、千波産業大学現代社会学科あやしいぞう教授としても、出演していた。
- 2010年の時点で、幼稚園に通う息子がいる[5]。
- 後述の通り、2011年を以て担当番組は全て降板。以降はIBSのCMなどで彼の声は聞かれることとなった。その後は、営業部へと異動。営業部ではIBSと常陸大宮市の特産「ごぜんやまら〜めん」とのコラボ賞品である「いばらじめん」の「店長」に就任。茨城県内の各種イベントでは試食販売の店頭に立ち、自ら調理して振る舞うなど、アナウンサー時代とはまた違った顔を見せている。

## 現在の担当番組
2011年10月2日の『IT's きたかん』の放送をもって、担当番組から全て降板した。但し2023年の時点で全国高等学校野球選手権茨城大会の実況を担当している。

### 過去の担当番組
- カビーとクラッチのどうよ（アシスタントが産休の為に交代した為、番組名は途中から「カビーとマキのどうよ」に変更）
- パンパカパラダイス 今夜もきかナイト!
- 日産イブニングウェーブ
- OKです!（ゲスト出演のみ）
- そんなカバラ!
- ちょっとタンマ!
- 恭ノ介の天下御免（主にスウィングレポーター。ただし、恭ノ介不在時に「下 恭ノ介」名義でパーソナリティーを務める）
- PIT IN!
- 鹿原徳夫の朝からおじゃまします!
- 週末情報番組 ラジサタマガジン
- たかとりじゅんのビタミンJ! ディレクター
- ふれラジいばらき（月・火担当）
- IT's きたかん パーソナリティー

## エピソード
- タウンマガジン「LINK」（2000年9月号）のインタビュー時に、入社間もない時期に古瀬アナウンサーから「土偶」というニックネームで呼ばれていた。
- 2004年のキャッチフレーズ「おもしローカルIBS」のCMで、ラップ調に歌っているのは鹿原アナである。この歌は同年の「IBSラジオ祭り」のアナウンサー全員集合のときの入場曲としても使われた。